# 朗根施泰因-茨维贝格集中营

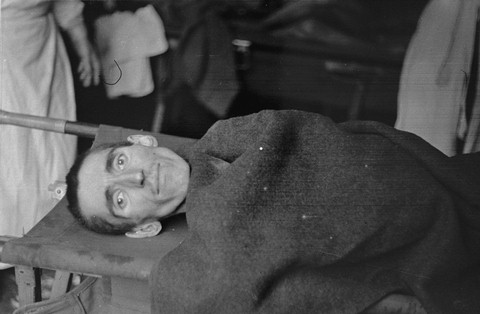
幸存者被美国医生运出

朗根施泰因-茨维贝格集中营（德语：Konzentrationslager Langenstein-Zwieberge）是布痕瓦尔德集中营的附属营，位于德国萨克森-安哈尔特州哈尔伯施塔特的村庄朗根施泰因（Langenstein）。 从1944年4月到1945年4月，来自至少23个国家的7000多名囚犯被关押于此。 1949年，纪念碑和纪念牌匾落成典礼于集体墓地所在处举行，1976年于纪念馆园区建起一座博物馆。 